# Barcelona Open 2024
Barcelona Open 2024 a fost un turneu de tenis masculin care s-a juact pe terenuri cu zgură în aer liber. A fost un turneu de nivel ATP 500 al sezonului 2024. S-a desfășurat la Real Club de Tenis Barcelona, în Barcelona, Spania, în perioada 15–21 aprilie 2024.

## Campioni

### Simplu
Pentru mai multe informații consultați Barcelona Open 2024 – Simplu

### Dublu
Pentru mai multe informații consultați Barcelona Open 2024 – Dublu

## Puncte și premii în bani

### Distribuția punctelor
| Probă  | C   | F   | SF  | QF  | Runda 3 | Runda 2 | Runda 1 | Q  | Q2 | Q1 |
| Simplu | 500 | 330 | 200 | 100 | 50      | 25      | 0       | 16 | 8  | 0  |
| Dublu  | 500 | 300 | 180 | 90  | 0       | N/A     | N/A     | 45 | 25 | 0  |

### Premii în bani
| Probă  | C         | F         | SF        | QF       | Runda 3  | Runda 2  | Runda 1  | Q2      | Q1      |
| Simplu | 488,390 € | 260.475 € | 135.125 € | 70.550 € | 37.175 € | 20.350 € | 10.855 € | 5.700 € | 3.255 € |
| Dublu* | 170.490 € | 91.170 €  | 46.130 €  | 23.060 € | 11,940 € | N/A      | N/A      | N/A     | N/A     |

*per echipă